# 沖の北岩

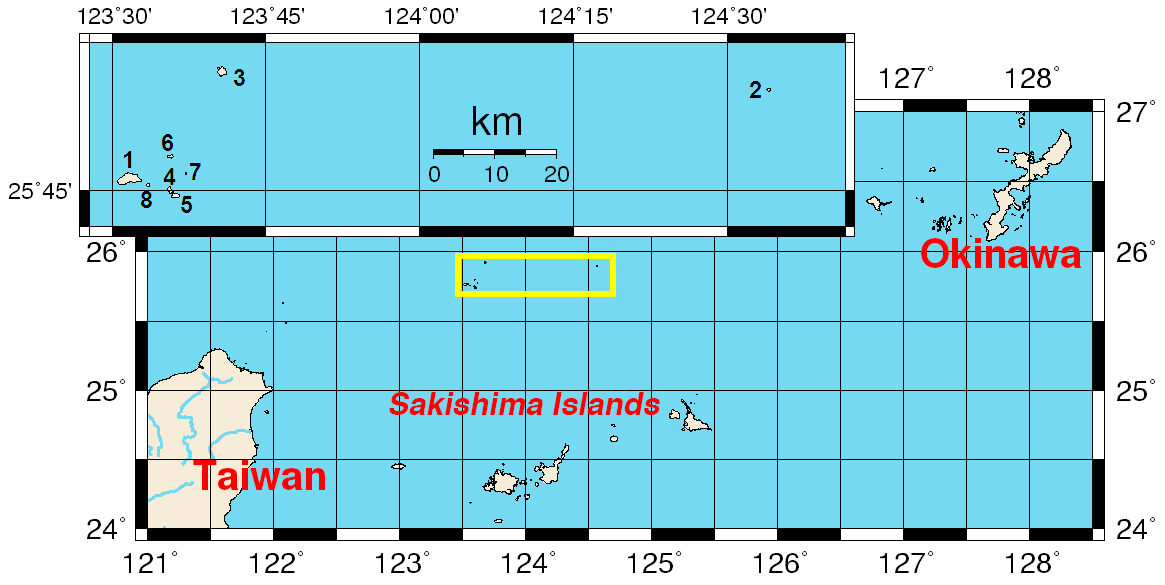
尖閣諸島の位置図（左上は拡大図）
1.魚釣島 2.大正島 3.久場島 4.北小島 5.南小島 6.沖の北岩 7.沖の南岩 8.飛瀬

沖の北岩（おきのきたいわ）は、尖閣諸島の岩礁のひとつ。日本が実効支配し、中華人民共和国及び中華民国も領有権を主張している。日本の行政区分では沖縄県石垣市に属する。沖ノ北岩とも表記する。

## 概要
石垣島の北方約170キロメートル、尖閣諸島の主島である魚釣島から北東方約6キロメートルに位置する。面積は約0.05平方キロメートル。最高点の標高は28メートル。東の岩及び西の岩の2つの岩礁からなる。
日本が領有し実効支配している。中華人民共和国及び中華民国も領有権を主張しているが、正式名称はなく、中国語では、北嶼（中国大陸）、沖北岩（香港、マカオ、台湾地区）、大北小島などと呼ばれる。